# Rim Rim Rim
Rim Rim Rim byl časopis, který vycházel v terezínském ghettu v průběhu roku 1944. Vydávaly ho dvě desítky chlapců skupiny Jestřábi (Nešarim) z domu L 417, šéfredaktory byli Pavel Lion (24.7.1930 Příbram – po 12. 10.1944 Osvětim) a Pavel Heller. Časopis měl řadu vědecko-naučných rubrik, reportáže, povídky, věnoval se i aktuálnímu dění a otiskoval básně a další prozaická díla na téma života v Terezíně. Jednalo se o týdeník. První číslo vyšlo 25. února 1944. Celkem vyšlo 21 čísel. Časopis byl psán na německém psacím stroji v českém jazyce na formát papíru A5 v jediném vydání, měl ilustrace. Speciální čísla vycházela u příležitosti transportů do Birkenau nebo do Osvětimi.